# Sandro Tomić
Sandro Tomić (Spalato, 29 ottobre 1972) è un allenatore di calcio ed ex calciatore croato, di ruolo portiere, preparatore dei portieri del Kisvárda.

## Carriera

### Giocatore
Cresciuto nel Primorac Stobreč il 29 novembre 1994 fa il suo debutto con l'Hajduk Spalato. Disputa da titolare il match di ritorno valido per gli ottavi di finale di Coppa di Croazia vinto 4-3 contro il Špansko Zagabria. 

### Allenatore
Il 20 febbraio 2014, una settimana dopo essere stato linceziato dal RNK Spalato, diventa preparatore dei portieri  dell'Hajduk Spalato succedendo Tomislav Rogić.

## Statistiche

### Cronologia presenze e reti in nazionale
| Cronologia completa delle presenze e delle reti in nazionale ― Croazia under 21 | Cronologia completa delle presenze e delle reti in nazionale ― Croazia under 21 | Cronologia completa delle presenze e delle reti in nazionale ― Croazia under 21 | Cronologia completa delle presenze e delle reti in nazionale ― Croazia under 21 | Cronologia completa delle presenze e delle reti in nazionale ― Croazia under 21 | Cronologia completa delle presenze e delle reti in nazionale ― Croazia under 21 | Cronologia completa delle presenze e delle reti in nazionale ― Croazia under 21 | Cronologia completa delle presenze e delle reti in nazionale ― Croazia under 21 |
| Data                                                                            | Città                                                                           | In casa                                                                         | Risultato                                                                       | Ospiti                                                                          | Competizione                                                                    | Reti                                                                            | Note                                                                            |
| ------------------------------------------------------------------------------- | ------------------------------------------------------------------------------- | ------------------------------------------------------------------------------- | ------------------------------------------------------------------------------- | ------------------------------------------------------------------------------- | ------------------------------------------------------------------------------- | ------------------------------------------------------------------------------- | ------------------------------------------------------------------------------- |
| 13-2-1993                                                                       | ?                                                                               | Italia under 21                                                                 | 0 – 0                                                                           | Croazia under 21                                                                | Amichevole                                                                      | -                                                                               |                                                                                 |
| Totale                                                                          |                                                                                 | Presenze                                                                        | 1                                                                               |                                                                                 | Reti                                                                            | 0                                                                               |                                                                                 |

## Palmarès

### Giocatore

#### Competizioni nazionali
- Campionato croato: 1

Hajduk Spalato: 1994-1995
- Coppa di Croazia: 1

Hajduk Spalato: 1994-1995
- Campionato ungherese: 2

Debrecen: 2004-2005, 2005-2006
- Coppa d'Ungheria: 1

Honvéd: 2006-2007